# Yael (Sängerin)
Yael (bürgerlich Fiona Meyer, geboren in Ludwigshafen) ist eine deutschsprachige Sängerin und Rapperin aus Berlin. Yaels Musikstil lässt sich dem Hip-Hop und Rhythm and Blues zuordnen. Sie steht bei dem Berliner Independent Label Urban Tree Music unter Vertrag.

## Leben und musikalische Karriere
Yael wurde in Ludwigshafen geboren und wuchs dort auf.
Schon früh lebte sie sich während ihrer Schulzeit kreativ aus und war im Musical und Jugendtheater aktiv, nahm Gesangsunterricht und spielte in einer Band.
Mit ihren engen Freunden Loop, Peso und Leam aus den umliegenden Dörfern von Mutterstadt gründete sie die Crew Fifty Fifty.
Um sich musikalisch besser auszuleben, zog sie dann mit ihrer gesamten Crew nach Berlin.
Im Jahr 2018 unterschrieb Yael einen Vertrag beim Independent Label Urban Tree Music und veröffentlichte daraufhin ihre zwei EPs Real_Fantasy und L.U.V.
Im Jahr 2019 veröffentlichte sie ihr Debütalbum Story Of A Stranger.
Im Jahr 2020 veröffentlichte sie das Kollaborationsalbum Up & Out mit ihrem Crew-Kollegen Loop und unter anderem die Single Daydream mit Majan, die deutschlandweit in vielen Radios auf Rotation läuft.
Im Juni 2020 wurde sie gemeinsam mit der Sängerin Esther Graf und der Rapperin Layla zum Gesicht des neuen Adidas-Superstar-Schuhs für About You und nahm dafür gemeinsam mit ihren beiden Kolleginnen den Song Gang Sh!t auf. 
Im Hintergrund ist sie beim Label Urban Tree Music auch beratend tätig und kümmert sich stellenweise um die A&R Tätigkeit.
Im Jahr 2021 baute sich Yael ihr erstes eigenes Tonstudio gemeinsam mit ihrem Produzenten Dollaphil und ihrem Label.
Trotz zahlreicher Angebote von Major-Labels ist Yael bis heute independent.

## Diskografie
- 2018: Yael - Real_Fantasy EP (auf Sublabel Yeeruh Records)
- 2019: Yael - L.U.V. EP
- 2019: Fifty Fifty - Demo 1 EP
- 2019: Fifty Fifty - Demo 2 EP
- 2019: Yael - Story Of A Stranger Album[5][6]
- 2020: Yael & Majan - Daydream Single
- 2020: Yael, Esther Graf & Layla - Gang Sh!t Single[7][8]
- 2020: Yael, Rooq, Chima Ede & Credibil - Alles Cool Single
- 2020: Yael & Loop - Up & Out Album[9]
- 2020: Yael - Neu geboren Single
- 2020: Na2py & Yael - Gedanken Single
- 2020: Yael & NA2PY - 2 Herz Single
- 2021: Yael - Sex EP